# Віґрахараджа IV
Віґрахараджа IV (гінді विग्रहराज चतुर्थ; д/н — 1164) — 14-й магараджахіраджа Сакамбхарі у 1150—1164 роках. Відомий також як Вісаладева. Зумів підкорити частину північнозахідного Індостану. В його період держава переживала культурне та економічне піднесення.

## Життєпис
Походив з династії Чаухан. Другий син Арнораджи та Судхавою, донькою невідомо магарджи Гатхунді (з молодшої гілки Раштракутів). 1150 року батька було повалено старшим сином Джаґаддевою. Невдовзі проти нього виступив Віґрахараджа, який переміг та повалив брата, ставши новим володарем.
Невдовзі за цим новий виступив проти Кумарапали Соланки, магараджахіраджи Гуджари, намагаючись взяти реванш за поразки свого батька. Віґрахараджа IV виступив проти Чітракута, в той час як Кумарапала атакував Нагаур (Нагор), що був під зверхністю Чаухан. Війська останніх завдали поразки Саджану, раджи Чітракута. За цим захопив частину Гуджари. Також змусив Алганадеву Чаухан, магараджу Наддула і васала Кумарапали, визнати свою зверхність.
1151 року почав війну проти Акрпали Томар, магараджахіраджи Гаріяни, якому 1152 року завдав поразки, змусивши визнати свою владу, що закріплено шлюбом Віґрахараджи IV (або його небіжа, що менш імовірно, Прітхвіраджа) з донькою Акрпали — Васантапалою. Невдовзі за цим Джаяварман I Парамара, магараджа Бходжпала, визнав залежність від держави Сакамбхарі. Також було встановлено зверхність над Арісімхою Гухілота, магараджею Мевару.
1156 року Кумарапала поновив війну проти Сакамбхарі, перемігши Алганадеву Чаухан, окупувавши його державу Наддула. Ймовірно не зміг надати останньому допомогу, оскільки вимушен був відбивати напади газневідських султанів Хосров-шаха і Хосров Маліка. Також здійснив перші походи проти династії Бгаданаків, що панували в князівствах Алвар, Бгаратпур і Дголпур. Незважаючи на перемоги, не зумів тих повністю приборкати.

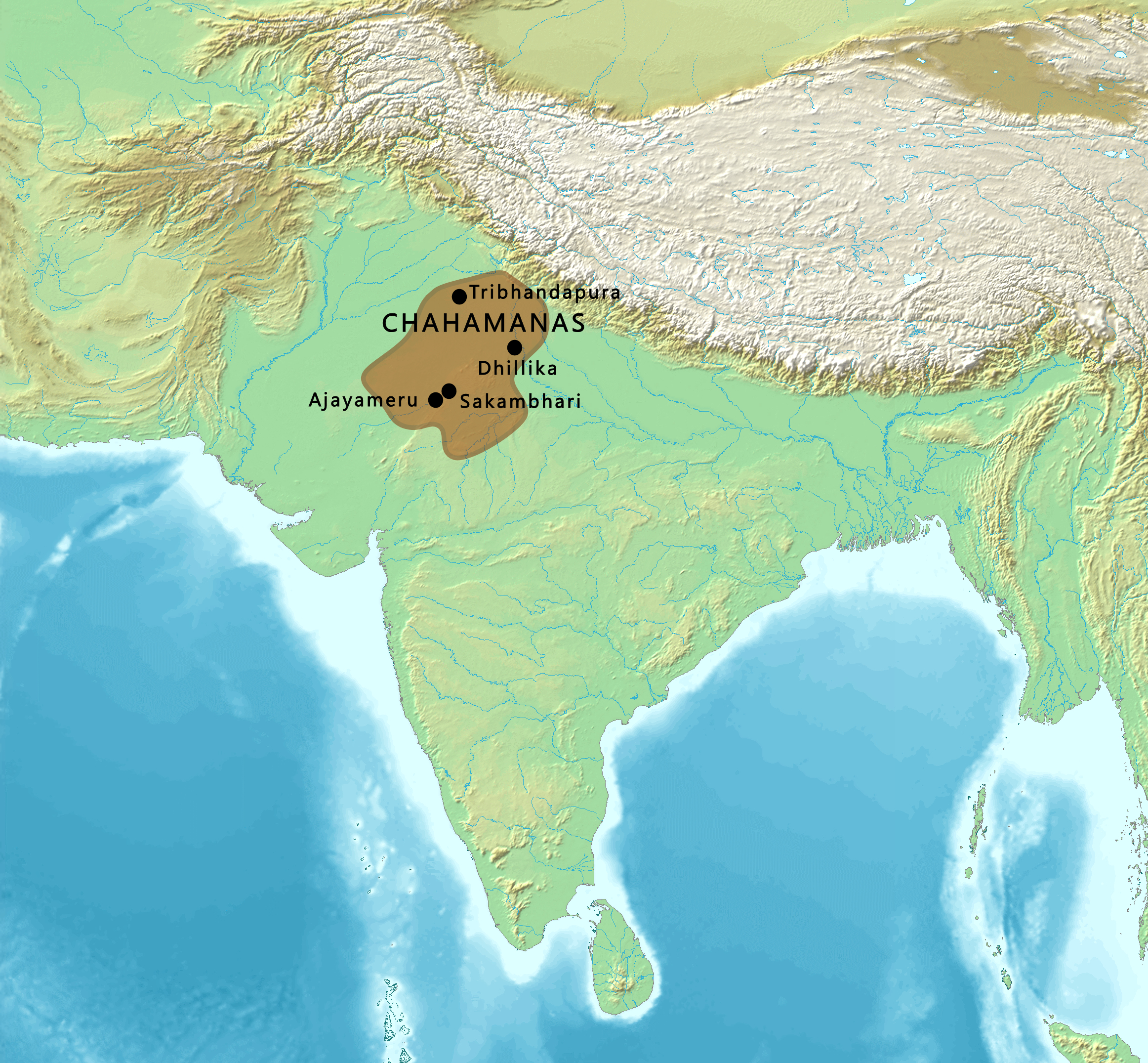
Володіння Віґрахараджи IV

Напис на колоні Делі-Шивалік (в селі Топра в Хар'яні) 1164 року стверджує, що Віґрахараджа IV завоював регіон між Гімалаями та Віндх'я. На думку дослідників він захопив території на північ від Делі, до передгір'я Гімалаїв. Це стало наслідком успішно походу проти султана Хосров Маліка, якому в битві біля Лал Кота було завдано поразки. Крім того, кордони держави Віґрахараджи IV сягали на південного сходу від річки Сатледж і частину північної рівнини Гангу на захід від Джамни.
Помер 1164 року. Йому спадкував син Амарагангея.

## Культурна діяльність
Протегував вчених та літераторам, сам був поетом, отримавши почесне прізвище каві-бандгава («друг поетів»). В своїй столиці Аджаямеру спорудив центр для навчання (на цьому місці тепер мечеть Адхай Дін Ка Джонпра), в стіну якого було вбудовано пдити, де викарбовано було кілька літературних творів, зокрема кав'я (п'єса) «Лаліта Віграхараджа Натака» (її 1153 року написав поет Сомадева з присвятою Віґрахараджі IV). Був автором п'єси «Наракелі Натака», яку створив на основі твору Бхараві «Кіратарджунія» «Арджуна і кірата»).
Продовжував політику релігійної терпимості, незважаючи на те, що сам сповідував шиваїзм. На прохання джайнського гуру Дхармагошасурі він заборонив забій тварин у день Екадаші.

### Будівництво
Активно розбудовував свою столицю Аджаямеру. Згідно хроніки «Прітхвіраджи Віаджая», фундував стільки будівель, скільки фортець він захопив. Більшість із них було знищено або перетворено на мусульманські споруди після гурідського завоювання. Кірм того, наказав створити штучну водойму «Вісаласара» Також заснував низку міст під назвою Вісалапура та місто Віграхапура (сучасний Бісалпур) на місці старішого міста Ванапура. Там він побудував храм Ґокарнешвара (тепер відомий Бісал Деоджі).